# NGC 280
NGC 280 é uma galáxia espiral barrada (SB?) localizada na direcção da constelação de Andromeda. Possui uma declinação de +24° 21' 03" e uma ascensão recta de 0 horas, 52 minutos e 30,2 segundos.
A galáxia NGC 280 foi descoberta em 5 de Dezembro de 1785 por William Herschel.